# 矽化鎂
硅化镁（Magnesium silicide）,化学式为Mg2Si,是镁元素和硅元素组成的一种无机化合物。硅化镁是青色或浅紫色的粉末。二氧化硅（SiO2）和镁单质按物质的量之比为1：2一起加热会形成氧化镁（MgO）和硅（Si），
2 Mg + SiO2 → 2 MgO + Si
当镁过量时，剩余的镁会和生成的硅继续反应形成硅化镁，所以二氧化硅转化为硅化镁的反应可以表示如下：
4 Mg + SiO2 → 2 MgO + Mg2Si
当镁和二氧化硅的物质的量比为4：1时，二氧化硅完全转化成了硅化镁。这一反应十分猛烈，会放出大量的热。
硅化镁也可以通过氢化镁和硅在超过250度以上进行反应得到，同时生成氢气。
2 MgH2 + Si → Mg2Si + 2 H2

## 应用
硅化镁通常用于生产铝合金，这种合金中含有大概1.5%的硅化镁，具有陈化硬化特征，可以形成Guinier-Preston区域和非常均匀的沉淀，这些都可以提高合金的强度。
当硅化镁放入盐酸（HCl(aq)）中时，会产生硅烷气体，若有氧气存在，硅烷会立刻燃烧。
Mg2Si(s) + 4 HCl(aq) → SiH4(g) + 2 MgCl2(s)
SiH4 + 2 O2 → SiO2 + 2 H2O
这一反应是第二族元素的硅化物的典型反应。

## 晶体结构
Mg2Si 是面心立方晶体，具有反萤石型结构，其中化合价为-4的硅原子位于立方体的顶点和面心位置，而Mg2+ 离子则位于晶胞中的八个正四面体顶点的位置上。晶胞中还留有四个间隙缺陷。